# Jean Luc Meulemeester
Jean Luc Meulemeester (Brugge, 15 juli 1955) is een Belgisch kunsthistoricus, stoetenbouwer en cultuurambtenaar. 

## Levensloop
Geboren als zoon van Carlos Meulemeester en Georgette Vermeersch, volbracht hij zijn middelbare studies in Brugge.
Aan de Rijksuniversiteit Gent behaalde hij het licentiaat 'kunstgeschiedenis en oudheidkunde' en het licentiaat 'pers- en communicatiewetenschappen'. Zijn licentiethesis handelde over Jacob van Oost de Oudere (1603-1671). Hij behaalde ook het diploma van gids van Brugge en West-Vlaanderen en de akte van bekwaamheid voor bibliotheken.
Vanaf 1983 was hij diensthoofd cultuur en conservator verbonden aan de stad Oudenburg. Hij stimuleerde de oprichting van het Romeins Archeologisch Museum (RAM) en het nemen van verschillende culturele initiatieven (o.a. de week van de cultuur, de 11 juliviering, het Romeins weekend), gaf veel voordrachten en organiseerde daguitstappen. Hij is ook secretaris van de Raad voor Cultuur in Oudenburg. 
Naar aanleiding van het jaar 2000 stelde hij de lijvige poëziebundel samen Oudenburg (Oudenburg, 2000), met daarin een vijftigtal nieuwe gedichten over Oudenburg. In 2014 stichtte hij de Erfgoedkring 8460 Oudenburg. 
Hij ontving in 1994 als eerste de Cultuurprijs van de Stad Oudenburg.
In 2006 kon hij de Brugse gidsencursus, die toen afzonderlijk door twee Brugse verenigingen werd georganiseerd, in Spermalie samenbrengen. Daar doceerde hij algemene kunstgeschiedenis, kunstgeschiedenis van Brugge, heraldiek en banistiek, iconografie en symboliek.
Hij leidde enkele kunstreizen naar vooral Bourgondië en de Provence. Tevens gaf hij voordrachten in binnen- en buitenland.  
Vanaf 1983-1984 gaf hij les geschiedenis en kunstgeschiedenis aan de Hotel- en Toerismeschool Spermalie. Sinds 1995 doceerde hij christelijke iconografie en symboliek aan het Grootseminarie in Brugge. Hij organiseerde in Brugge en Oudenburg studiedagen, zoals 'Monastieke cultuur in Vlaanderen' (2015) en 'Eminente bezoekers aan Brugge' (2016).
In 2004 en tot aan de opheffing ervan eind 2014, was hij lid van de Koninklijke Commissie voor Monumenten en Landschappen (KCML).
Vanaf 2008 was hij corresponderend lid en vanaf 2013 titelvoerend lid van de Koninklijke Academie voor Oudheidkunde van België. van 2021 tot 2025 was hij er voorzitter van.
Hij was initiatiefnemer voor de aanmaak van bedevaartvaantjes in de jaren tachtig van de twintigste eeuw, onder meer die van het Heilig Bloed, O.L.Vrouw-van-Blindekens, Onze-Lieve-Vrouw-van-Spermalie, O.L.Vrouw-van-de-Potterie en de H. Arnoldus. Ze werden getekend door Luc De Jaeghere of gegraveerd door Renaat Bosschaert. Meulemeester schreef enkele artikels over bedevaartvaantjes.
Hij was secretaris van de  Erfgoedkring 8460 Oudenburg, 2014-2018.

## Jong Kristen Onthaal voor Toerisme
In 1974 stichtte Meulemeester samen met Hubert Sergeant (medepastoor van de Brugse kathedraal), Jan Van Brugge en Frederic Suys de vereniging Jong Kristen Onthaal voor Toerisme, waarvan hij secretaris en vervolgens voorzitter werd. De vereniging verzorgde tot in 1990 tijdens de zomermaanden gratis rondleidingen in enkele Brugse kerken (Sint-Salvatorskathedraal, Heilig Bloedbasiliek, Onze-Lieve-Vrouwekerk en Sint-Walburgakerk).  
In dit kader stelde hij ook enkele verzamelwerken samen: 
- Sint-Donaas en de voormalige Brugse kathedraal, Brugge, 1978 & 1988.
- Van Blindekens naar de Potterie, Brugge, 1980.
- Male, burcht en abdij, Brugge, 1981.
- Sint-Walburga. Een Brugse kerk vol geschiedenis, Brugge, 1982.
- De Sint-Godelieveabdij te Brugge, Brugge, 1984.
- Het Heilig Bloed te Brugge, Brugge, 1990.

Naar aanleiding van het tienjarig bestaan van de vereniging verscheen het boek Van Middeleeuwen tot heden. Bladeren door Brugse kunst en geschiedenis (Brugge, 1983). Daarin publiceerde hij een artikel over de Antwerps-Brugs-Gentse beeldhouwer Jacob Cocx, dat in 2003 werd herwerkt en uitgebreid tot een boek.

## Tentoonstellingen
- Naar aanleiding van de negenhonderdste verjaardag (1977) van de moord op Karel de Goede stelde hij samen met Marc Goetinck een tentoonstelling op in de culturele zaal van de BBL op de Markt.
- Hij coördineerde de tentoonstelling 800 jaar Spermalie in 1986.
- Hij realiseerde de tentoonstelling ‘De H. Macarius en Brugge’ (in de bank KBC in de Steenstraat) in 1990, gekoppeld aan de publicatie van het boek over deze heilige.
- Hij realiseerde een tentoonstelling over de Brugse Heilig Bloedprocessie met catalogus onder de titel Brugse jubileumfeesten van het H. Bloed in 1748-1749 (1998), in de voormalige KBC in de Steenstraat.
- Hij stelde de reizende tentoonstelling samen in 2002 Tafelen door de eeuwen heen naar aanleiding van vijftig jaar Hotel- en Toerismeschool Spermalie. Die tentoonstelling stond opgesteld in Brugge, Dilbeek, Gent, Knokke, Nieuwpoort, Oudenburg, Torhout en Ieper.
- In zijn functie van cultuurfunctionaris bouwde hij een aantal tentoonstellingen op, meestal vergezeld van een catalogus, boek of naslagwerk, over het Oudenburgse verleden en de Romeinse aanwezigheid in de nabije gewesten. Tenzij anders vermeld gingen ze door in het oude abtshuis, herdoopt tot Stedelijk Archeologisch Museum en vanaf 2009 tot Romeins Archeologisch Museum (RAM).
  - Sint-Arnoldus en de Sint-Pietersabdij in Oudenburg 1084-1984, 1984.
  - Kerkschatten uit Ettelgem, Sint-Eligiuskerk, Ettelgem, 1985.
  - Van Sint-Jansgasthuis tot Riethove. Zeven eeuwen sociale voorzieningen in Oudenburg, Rusthuis Riethove, 1986.
  - De Romeinen langs de Vlaamse kust, 1987.
  - Kerkschatten uit Oudenburg, Romaanse kerk Ettelgem, 1988.
  - Vlaamse archeologie.  Opgravingen in binnen- en buitenland, 1990.
  - Eeuwige rust, verenigd leven. Gallo-Romeinse grafheuvels in Haspengouw (overgenomen van het Gallo-Romeins Museum in Tongeren), 1991.
  - De hemel op aarde. Vlaamse devotieprenten uit de 17de en 18de eeuw, 1992.
  - Oudenburg in de heraldiek, 1993.
  - Licht in de Middeleeuwen.  1250 jaar Roksem en de kerstening van westelijk Vlaanderen, 1995.
  - Moderne religieuze kunst (samen met Marc Delrue), 1996.
  - Uit aarde en vuur. Keramiek in Vlaanderen, 1997.
  - Afrikana, 1998.
  - Vlaanderen in kaarten, 1999.
  - Met zicht op zee, 2000.
  - Beelden uit de prehistorie (overgenomen van het Provinciaal Archeologisch Museum in Velzeke), 2001.
  - Oudenburg-Brugge/Brugge-Oudenburg, de relatie tussen Oudenburg en Brugge, 2002.
  - Over Eva’s en Venussen.  De vrouw in de prehistorie (overgenomen van het Provinciaal Archeologisch Museum in Velzeke), 2003.
  - Mens sana in corpore sano. Met zorg voor zieke en gekwetste Romeinen, 2009.
  - Over Romeinse veldtekens en andere vexilla, 2010.
  - Oudenburg in oude foto’s (samen met Frans Bonte en Lucien Decleir), 2010.
  - Project ‘Brody Neuenschwander’ en schriftkunst van de familie Boudens, 2011.
  - Erfgoedverzamelingen, 2011.
  - Van wol tot laken. Het verhaal van de textiel in middeleeuws Oudenburg (samen met archeoloog Wouter D’Haeze), 2011.
  - Romeinen in de Ginterregio, 2011.
  - Oude fietsen, in het kader van  de ‘Ronde van Vlaanderen’ die door Oudenburg rijdt, 2012.
  - Geschiedenis van de fototoestellen, 2012.
  - Heilige Boontjes (overgenomen tentoonstelling), 2012.
  - Retrospectieve Georges Demeu (kunstschilder), 2012.
  - Oude fietsen, in het kader van 100 jaar ‘Ronde van Vlaanderen’, 2013.
  -  Zoutwinning aan de Vlaamse kust tijdens de Romeinse tijd (samen met prof. dr. Hugo Thoen), 2013.
  - Chris Vanderschaeghen (kunstschilder), 2013.
  - Pieter Clicteur (fotograaf), 2014.
  - Keizer Augustus 14 – 2014 (o.l.v. prof. em. dr. Hugo Thoen), 2014.
  - Romeinen in LEGOstenen, 2015.
  - Vredevolle Sint-Arnolduskapelletjes voor en in Oudenburg, 2015.
  - Romeinen uitgestript, 2016.
  - Het scriptorium en de bibliotheek van de Sint-Pietersabdij van Oudenburg, Oudenburg, 2017.
  - Sportieve ‘souveniers’ uit Oudenburg, 2018.
  - Tijdstafel Oudenburg, 2018.

## Stoetenbouwer
- In 1977 werd hij lid van de vernieuwde werkgroep die jaarlijks de Brugse Belofte organiseert. Later werd hij er voorzitter van. De processie werd onder zijn leiding tweemaal vernieuwd en trekt nog steeds op 15 augustus door de Brugse straten.
- Als vrijwilliger werkte hij mee aan de Brugse Heilig Bloedprocessie, de Reiefeesten, de Gouden Boomstoet en de stoet van Maria van Bourgondië.
- Hij gaf historisch advies aan de Sint-Godelieveprocessie in Gistel.
- In 1992, 1994, 1996 en 1998 had hij de algemene leiding van het Passiespel in Oudenburg.
- Voor het congres van de Europese Federatie van Horeca (EUHOFA) organiseerde hij een middeleeuwse markt en feest in de stadshallen op 29 september 1997.
- Vanwege zijn interesse in stoeten en processies stimuleerde hij de uitgave van een folder over de processies van West-Vlaanderen en schreef hij in 2015 een boek over de West-Vlaamse processies.

## Redactie
- In 1987 werd hij redactielid van het Kunsttijdschrift Vlaanderen en werd in 1997 voorzitter, tot aan de gedwongen verdwijning van het tijdschrift in 2018. In die hoedanigheden stelde hij een 25-tal nummers samen. 
  - Sint-Arnoldusnummer, 1987.
  - Brugse edelmeedkunst, 1987.
  - Vlaamse archeologie, 1990.
  - Sint-Johannes-de-Dopernummer, 1990.
  - Westvlaamse musea, 1991.
  - De hemel op aarde, 1992.
  - (samen met Mark Delrue en Patrick Lateur) Christelijke kunst in Vlaanderen, 1993.
  - Brugse drukkunst, 1994. Dit nummer resulteerde in een tentoonstelling (samen met Ludo Vandamme) over de Brugse drukkunst, gehouden in de gebouwen van de KBC in de Steenstraat.
  - Vlaanderen-Bourgondië/ Bourgondië-Vlaanderen, 1995.
  - Licht in de middeleeuwen. Kerstening in westelijk Vlaanderen, 1995.
  - Musea in Zeeland, 1996.
  - Uit aarde en vuur. Keramiek in Vlaanderen, 1997.
  - Passio Christi, 1998.
  - Portretkunst voor en na Antoon van Dijck, 1999.
  - Met zicht op zee, 2000.
  - Verhalen van verzamelde boeken, 2001.
  - (samen met Fernand Bonneure) Twintig Bruggelingen in Europa, 2002.
  - Toscane in Vlaanderen, Vlaanderen in Toscane, 2003.
  - Symbolisme, 2004.
  - Alle wegen leiden naar ..., 2004.
  - Vlaamse Primitieven, 2005.
  - Vlaanderen-Spanje, 2006.
  - (samen met Joost Vander Auwera) In de schaduw van Rubens, 2007.
  - (samen met Robert Nouwen) Pax Romana, 2008.
  - Karel de Stoute, 2009.
  - Vlaamse musea,  2011.
  - (samen met Joost Vander Auwera) Jacob Jordaens en de Antieken, 2012.
  - (samen met Fernand Bonneure) Vlaamse kalligrafie, wat resulteerde in een tentoonstelling in de Romaanse kerk van Ettelgem.
- Hij was redactielid voor de twintigdelige reeks Waar is de Tijd - 2000 jaar Bruggelingen en hun rijk verleden, Waanders, Zwolle, 1997-1999. Hij was meer bepaald de auteur van de afleveringen:
  - De Bruggelingen en hun kunstenaars.
  - De Bruggelingen en hun feesten en stoeten.
- Hij was redactielid voor de twintigdelige reeks Brugge van toen en nu, Waanders, Zwolle, 2005-2007. Hij was meer bepaald de auteur van de afleveringen:
  - De Stoetenstad.
  - De vrome stad.
  - De kunstzinnige stad.
- Hij was redactielid van de reeks Waar is de tijd - Middenkust, 2006-2008, Waanders, Zwolle, en schreef daarvoor twee nummers: 
  - Algemene geschiedenis.
  - Kerkelijke geschiedenis.
- Hij was redactielid van de reeks Waar is de tijd - De Westhoek, 2005-2007,  Waanders, Zwolle.
- Hij was redactielid van de reeks De 25 dagen van Vlaanderen, Waanders, Zwolle.
- In opdracht van de West-Vlaamse Gidsenkring stelde hij in 2011 het boek De Romeinen in West-Vlaanderen samen.
- Hij schreef diverse bijdragen en lemma’s in de zevendelige reeks Westvlaamse beeldende kunstenaars (1992-1998).
- Hij was samensteller van Van Perkament tot papier.  Het scriptorium en de bibliotheek van de Sint-Pietersabdij van Oudenburg, Oudenburg, 2017.
- Hij verzorgde de redactie van de jaarboeken Erfgoedkring 8460 Oudenburg, van 2014 tot en met 2024.

## Publicaties

### Boeken en bijdragen
- (Samen met Marc Goetinck) Karel de Goede, Brugge, 1977 (2 vol.)
- De Sint-Walburgakerk, een barokke parel in het ‘middeleeuwse’ Brugge. Enkele kunsthistorische beschouwingen, in: De Gidsenkring, december 1981.
- Jacob van Oost de Oudere (1603-1671) en het zeventiende-eeuwse Brugge, Brugge, 1984.
- Rond het altaar. Een overzicht van het liturgisch vaatwerk en de paramenten, Brugge, 1988.
- (Samen met Anselm Hoste) Pieter Le Doulx en een Brugs Sint-Godelievehandschrift, Gistel, 1989.
- Het interieur van de voormalige Brugse Jezuïetenkerk in de zeventiende eeuw, in:Vlaanderen, 1989.
- De Oudenburgse stadhuizen, Oudenburg, 1994.
- De Romaanse kerk van Ettelgem, Oudenburg, 1998.
- Jacob Cocx. Een Vlaamse beeldhouwer uit de zeventiende eeuw, Brugge, 2003.
- (Samen met Jan Tilleman) Zevenhonderd jaar Brugse Belofte 1304-2004, Brugge, 2004.
- Oudenburg. Portret van een stad, Oudenburg, 2004.
- Processies in West-Vlaanderen, Kortrijk, 2015.
- Vredevolle Sint-Arnolduskapelletjes voor en in Oudenburg, Oudenburg, 2015.
- Tafelen in een bad... en ietsje meer. Middeleeuwse stoven in Brugge, 2018.
- Jan van Eyck en Brugge, Brugge, 2019.
- Brugge op een minder bekende middeleeuwse wereldkaart, in: Biekorf, 2019.
- De rococokapel van het Brugse Vrije als leeszaal voor het Brugse stadsarchief, in: Brugs Ommeland, 2021.
- Brugse Belofte, een eeuwenoude traditie, Brugge, Comité van de Brugse Belofte, 2021.
- (samen met Marc van der Cruys) Sint-Pietersabdij Oudenburg, Wijnegem, 2021.
- (samen met Marc van der Cruys) Sint-Pietersabdij Steenbrugge, Wijnegem, 2021.
- Tafelen in een bad ... en ietsje meer. Brugse Stoven tijdens de middeleeuwen, Brugge, 2022.
- Een triomfklok voor Brugge, Brugge, 2022.
- Het Brugse hemelgat, in: Belgisch tijdschrift voor Oudheidkunde  en Kunstgeschiedenis, 2022.
- Over het inslapen van Maria en de tentoonstelling 'Oog in oog met de dood' in het Sint-Janshospitaal, in: Biekorf, 2022.
- Een miraculeuze Maria met haar Kind en een inktpot. Het verhaal van Onze-Lieve-vrouw-van-Aardenburg én Brugge, Brugge, 2023
- Over een intieme en mystieke nachtelijke kloosterbeleving. Kerstwiegjes uit Brugse verzamelingen, Brugge, 2024

### Artikels
Meulemeester publiceerde meer dan vijfhonderd artikels in diverse tijdschriften, zoals: Biekorf, Brugs Ommeland, Das Munster, Handelingen van het Genootschap voor Geschiedenis te Brugge, Kunsttijdschrift Vlaanderen, Ministrando, Nationaal Biografisch Woordenboek, Brugge die scone, Tertio, De Leiegouw, Ons Heem, Groencontact, Belgisch tijdschrift voor Oudheidkunde en Kunstgeschiedenis, Jaarboek Erfgoedkring Oudenburg, De Gidsenkring en het Nationaal Biografisch Woordenboek.